# Pillanallur
Pillanallur es una ciudad y nagar Panchayat situada en el distrito de Namakkal en el estado de Tamil Nadu (India). Su población es de 11181 habitantes (2011).

## Demografía
Según el censo de 2011 la población de Pillanallur era de 11181 habitantes, de los cuales 5553 eran hombres y 5628 eran mujeres. Pillanallur tiene una tasa media de alfabetización del 74,45%, inferior a la media estatal del 80,09%: la alfabetización masculina es del 82,88%, y la alfabetización femenina del 66,21%.